# Vincenzo Marra

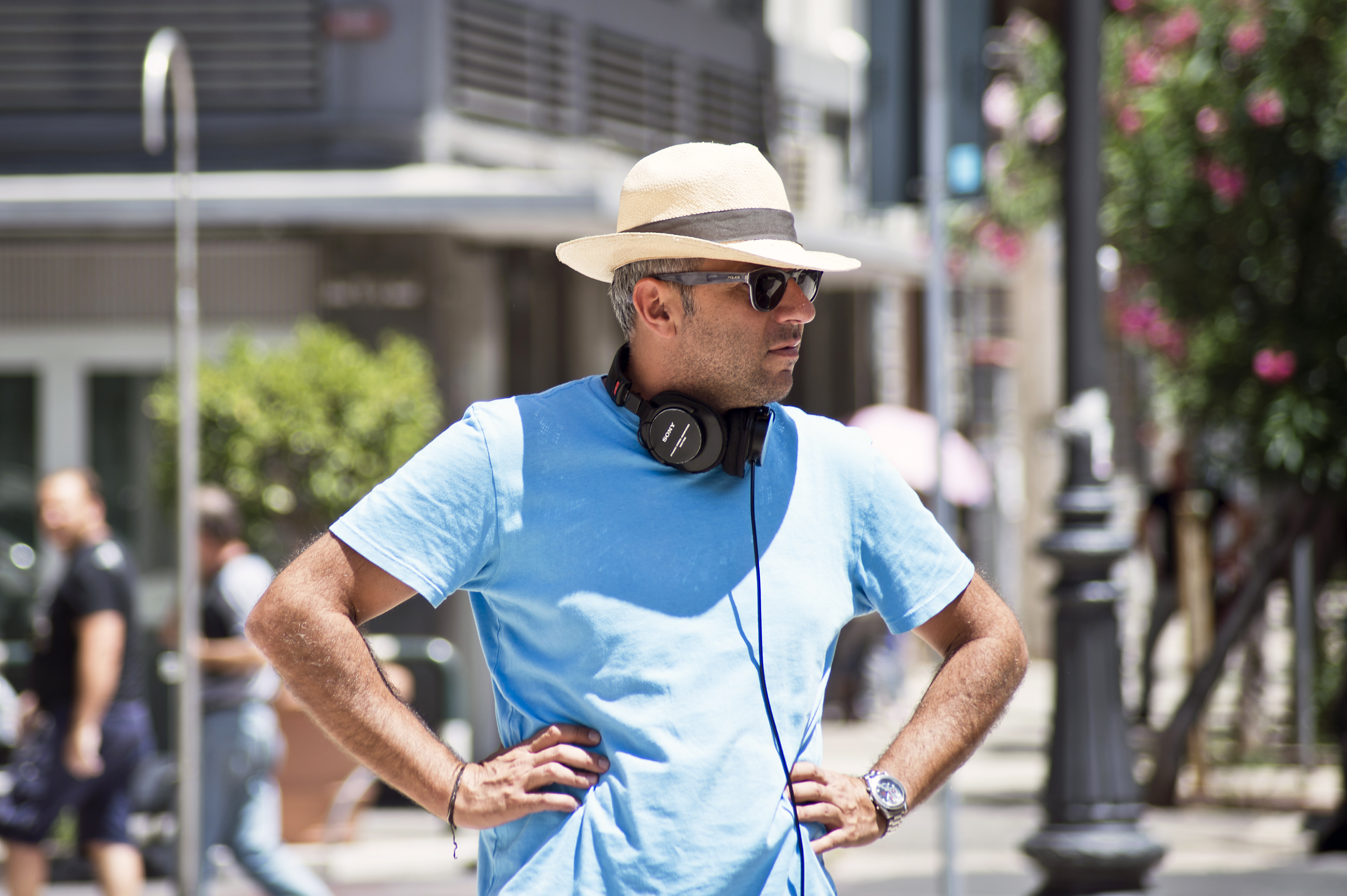
Vincenzo Marra, 2017

Vincenzo Marra (* 18. September 1972 in Neapel) ist ein italienischer Filmregisseur.

## Leben
Marra schloss in Rechtswissenschaften ab und arbeitete dann in Rom als Sportfotograf. 1996 drehte er erste Kurzfilme und war bei zwei Spielfilmen Assistent; bei Mario Martone auch für Theaterarbeiten. 2001 erschien sein erster abendfüllender Film, Tornando a casa, ein fast dokumentarisch gestaltetes Drama um eine neapolitanische Fischerfamilie und einen maghrebinischen Migranten. Der Film gewann den Kritikerpreis beim Filmfestival Venedig. Seitdem entstanden mehrere Dokumentarfilme und zwei weitere Spielfilme. Estranei alla massa dokumentiert die Ultrà-Bewegung in Neapel; der als „sensibler Beobachter“ bewertete Marra legte auch ein Werk über die palästinensische Lebenswelt vor und 2007 L’ora di punta, ein Filmdrama mit Fanny Ardant.

## Filmografie (Auswahl)
- 2001: Tornando a casa
- 2004: Vento di terra
- 2007: L’ora di punta